# Danh sách tác phẩm của Robert Schumann
Dưới đây là các tác phẩm của nhà soạn nhạc vĩ đại người Đức Robert Schumann.

## Tác phẩmsân khấu

### Opera
Genoveva (1847-1849)

### Khác
Âm nhạc cho kịch Manfred của Lord Byron (1849).

## Thanh xướng kịch
Thiên đường và Peri (1843)

## Requiem
Requiem cho Mignon (1849)

## Giao hưởng
- Số 1 (1841)
- Số 2 (1846)
- Số 3 (1850)
- Số 4 (1851)

## Overture
- Julius Caesar (1851)
- Hermann và Dorothea (1851)
- Faust (1853)

## Concerto
- Cho piano (1841)
- Cho cello (1850)
- Cho violin (1853)

## Hòa tấu thính phòng

### Ngũ tấu
Piano (1842)

### Tứ tấu
Piano (1842)

### Tam tấu
- Piano số 1 (1847)
- Piano số 2 (1847)
- Piano số 3 (1851)

### Sonata

#### Cho violin và piano
- Số 1 (1851)
- Số 2 (1851)
- Số 3 (1852)

#### Cho piano
- Số 1 (1835)
- Số 2 (1833-1838)
- Số 3 (1852)

### Tổ khúccho piano
- Những con bướm (1832)
- Những etude giao hưởng (1834)
- Hội hóa trang (1835)
- Các vũ khúc của liên minh David (1837)
- Kreisleriana (1838)
- Album cho tuổi niên thiếu (1848
- Những cánh rừng (1849)

### Các tác phẩm khác cho độc tấu piano
- Toccata
- Fantasia

## Đồng ca
Gần 120 bản, trong đó có ba bản phổ nhạc các bài thơ của các nhà thơ trong Cách mạng Đức

## Ca khúcvàromance
Hơn 200 tác phẩm, tiêu biểu là các liên khúc viết vào năm 1840:
- Những cây sim
- Tình yêu và cuộc đời người đàn bà
- Tình yêu của nhà thơ

## Sáchvàbáo
- Những nguyên tắc trong đời sống và lời khuyên các nhạc sĩ trẻ (1851).
- Các bài báo.